# Pempheris schreineri
Pempheris schreineri är en fiskart som beskrevs av Miranda Ribeiro, 1915. Pempheris schreineri ingår i släktet Pempheris och familjen Pempheridae. Inga underarter finns listade i Catalogue of Life.